# Сибирская евангелическо-лютеранская церковь
Сибирская Евангелическо-Лютеранская Церковь (СЕЛЦ) — автокефальная лютеранская Церковь, приходы которой находятся в основном на территории азиатской части России. В мае 2003 года Церковь получила автокефалию от Эстонской Евангелическо-Лютеранской Церкви. Хотя приходы канонически являлись приходами ЭЕЛЦ, они никогда не были «этническими» приходами. Богослужения проходят на русском языке. В Новосибирске учреждена семинария для подготовки кадров на 12 человек, а также действуют 2 библейские школы для мирян.
В 1992 году СЕЛЦ была зарегистрирована в Новосибирске как «Западно-Сибирская Христианская Миссия».
6 мая 2007 в Кафедральном Домском Соборе св. Девы Марии в Таллине состоялось поставление первого епископа Сибирской Евангелическо-Лютеранской Церкви Всеволода Лыткина. Эстонская Церковь оказала большую помощь (прежде всего — каноническую) лютеранам в России.
СЕЛЦ в учении и практике придерживается традиций «конфессионального» лютеранства. Это означает, что в Церкви недопустима ординация женщин, а вероисповедание строго соответствует библейским принципам, изложенным во времена Реформации в «Книге Согласия».
22 июля 2013 года подписано алтарное общение между СЕЛЦ и LCMS (Лютеранская церковь — Миссурийский синод).

## Приходы
На 2019 год в СЕЛЦ 17 приходов и 22 священнослужителя.
Томск, Саяногорск, Туим, Новосибирск, Москва, Таскино, Белорецк, Новокузнецк, Петропавловка, Юрга, Абакан, Ангарск, Екатеринбург, Челябинск, Рефтинский, Чита, Шадринск